# Karel D'Haene
Karel D'Haene (Courtrai, 5 settembre 1980) è un ex calciatore belga, di ruolo difensore.

## Palmarès

### Club

#### Competizioni nazionali
- Coppa di Turchia: 1

Trabzonspor: 2003-2004